# Maria Beatriz Vitória de Saboia
Maria Beatriz Vitória Josefina de Saboia (em italiano: 	Maria Beatrice Vittoria Giuseppina di Savoia; Turim, 6 de dezembro de 1792 —  Turim, 15 de setembro de 1840), foi princesa da Sardenha e duquesa consorte de Módena e Régio e arquiduquesa da Áustria pelo casamento.

## Biografia

### Família
Maria Beatriz era a primogênita do rei Vítor Emanuel I da Sardenha e da arquiduquesa Maria Teresa de Áustria-Este. Seus avós paternos foram o rei Vítor Amadeu III da Sardenha e Maria Antônia de Bourbon, infanta de Espanha (filha do rei Filipe V de Espanha); enquanto seus avós maternos foram Fernando Carlos de Áustria-Este, arquiduque da Áustria e governante do Ducado de Milão, e Maria Beatriz d'Este.

### Casamento e filhos

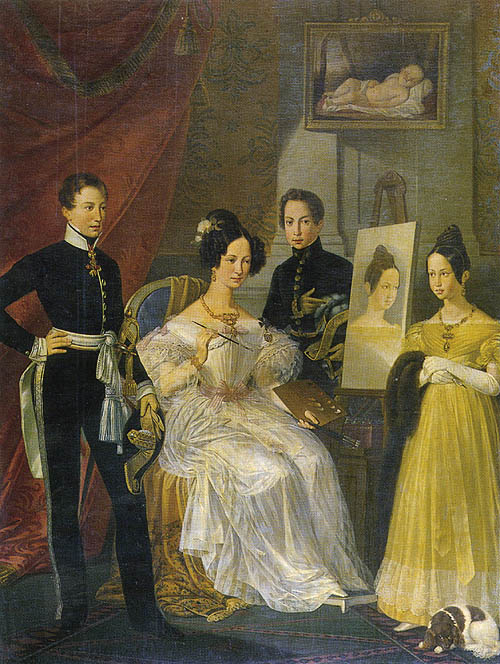
Os filhos de Francisco IV e Maria Beatriz

Casou-se em Cagliari, em 20 de junho de 1812 com seu tio materno, o arquiduque Francisco IV de Módena; mas, devido à consanguinidade e o grau de parentesco entre eles, o casal necessitou de uma dispensa do papa Pio VII, para que o matrimônio fosse realizado. Em 14 de junho de 1814, seu marido tornou-se soberano do Ducado de Módena e Régio, como Francisco IV. Eles tiveram quatro filhos:
- Maria Teresa (1817-1886), casada com Henrique, Conde de Chambord, sem descendência.
- Francisco V (1819-1875), casado com a princesa Aldegunda da Baviera, com descendência.
- Fernando Carlos (1821-1849), casado com a arquiduquesa Isabel Francisca de Áustria-Toscana, com descendência.
- Maria Beatriz (1824-1906), casada com João de Bourbon, infante de Espanha, com descendência.

### Reconhecimento jacobita
Após a morte de seu pai, em 10 de janeiro de 1824, foi reconhecida pelos jacobitas como "Maria III, Rainha da Inglaterra, França e Irlanda" e "Maria II, Rainha da Escócia". Sendo primogênita de Vítor Emanuel I e sobrinha de Carlos Emanuel IV (morto sem deixar descendentes), Maria Beatriz herdou os direitos deixados ao tio por Henrique Benedito Stuart, cardeal de York, o último dos Stuart católicos, o que fazia dela, pelos católicos britânicos, legítima soberana de Escócia e Inglaterra. Os direitos sucessórios foram transmitidos a seu filho, Francisco V de Módena, último soberano do Ducado de Módena e Régio, que também os transmitiu aos seus descendentes.

### Morte
Maria Beatriz morreu em Turim, em 15 de setembro de 1840, aos 47 anos de idade. Seu corpo foi sepultado na Igreja de San Lorenzo, em Módena.